# Azuelo
Azuelo és un municipi de Navarra, a la comarca d'Estella Occidental, dins la merindad d'Estella. Limita al sud amb Aras i Bargota, a l'oest amb Aguilar de Codés, a l'est amb Torralba del Río i al nord amb Kanpezu.

## Demografia
| Evolució demogràfica                              | Evolució demogràfica | Evolució demogràfica | Evolució demogràfica | Evolució demogràfica | Evolució demogràfica | Evolució demogràfica | Evolució demogràfica | Evolució demogràfica | Evolució demogràfica | Evolució demogràfica |
| 1996                                              | 1998                 | 1999                 | 2000                 | 2001                 | 2002                 | 2003                 | 2004                 | 2005                 | 2006                 | 2007                 |
| ------------------------------------------------- | -------------------- | -------------------- | -------------------- | -------------------- | -------------------- | -------------------- | -------------------- | -------------------- | -------------------- | -------------------- |
| 63                                                | 60                   | 55                   | 55                   | 52                   | 53                   | 50                   | 46                   | 43                   | 42                   | 51                   |
| Fonts: Azuelo i Institut d'Estadística de Navarra |                      |                      |                      |                      |                      |                      |                      |                      |                      |                      |